# 먼지벌레
먼지벌레(ground beetle, 학명: Anisodactylus signatus)는 딱정벌레과에 속하는 벌레이다. 크기가 11-13.5㎜이고, 검은색에 녹색과 구릿빛이 섞여 있다. 머리의 정수리에는 희미한 붉은점이 있다. 먼지·오물·돌·낙엽·썩은나무 밑에 사는데, 밤이 되면 나와 다른 곤충을 잡아먹는다. 유충은 땅 속에서 다른 벌레를 잡아먹으며 겨울을 나는데 1년 만에 성충이 된다. 대한민국·일본·중국·러시아·유럽 등지에 분포한다.